# Ulomyia annulata
Ulomyia annulata és una espècie d'insecte dípter pertanyent a la família dels psicòdids que es troba a Europa: Alemanya, els Països Baixos, Bèlgica, Àustria, Txèquia i Eslovàquia.